# Svenska mästerskapen i armborstskytte
SM i armborstskytte är sedan 2007 Riksidrottsförbundets högsta tävlingsnivå inom armborstskytte. I armborstskytte tävlar damer och herrar i samma klass men om det finns tillräckligt antal skyttar delas en juniortitel (JSM) ut till bäste pojke/flicka. 

## Klasser
Svenska armborstunionen har godkänt dessa klasser:
1. Medeltid: Armborst av medeltida modell, utan sikte.
2. Sporting (sportskytte): Fabrikstillverkade armborst framför allt avsedda för jakt, alla siktmedel är tillåtna.
3. Target (Fältskytte): Specialbyggda armborst för tavelskjutning, är svagare än sportingarmborst och bara dioptersikte är tillåtet.

På försök har även dessa klasser öppnats 2010:
1. Historisk: Armborst av modell fram till 1700-tal med historiskt korrekthet i material och utformning. Sikten som passar till vapnet i tid får användas.
2. Pistolarmborst: Mindre armborst med pistolhantag för att skjutas med en hand. Korn- eller dioptersikte tillåts.

## Svenska mästare i target-klassen
| År   | Inomhus         | Utomhus         | 3D  |
| ---- | --------------- | --------------- | --- |
| 2011 | ---             | ---             | --- |
| 2010 | Micky Skottlund | ---             | --- |
| 2009 | Micky Skottlund | Micky Skottlund | --- |
| 2008 | Eric Szanto     | Micky Skottlund | --- |
| 2007 | Eric Szanto     | Eric Szanto     | --- |
| 2006 | Micky Skottlund | Kent Ekholm     | --- |
| 2005 | Micky Skottlund | Kent Ekholm     | --- |

## Svenska mästare i sporting-klassen
| År   | Inomhus          | Utomhus         | 3D             |
| ---- | ---------------- | --------------- | -------------- |
| 2011 | Kenneth Eriksson | Gustav Malmborg | Günter Wetzler |
| 2010 | Gustav Malmborg  | ---             | Günter Wetzler |
| 2009 | Gustav Malmborg  | Gustav Malmborg | Günter Wetzler |
| 2008 | Benny Olofsson   | Benny Olofsson  | Günter Wetzler |
| 2007 | Benny Olofsson   | Benny Olofsson  | Benny Olofsson |

## Svenska mästare i medeltidsklassen
| År   | Inomhus            | Utomhus            | 3D                 |
| ---- | ------------------ | ------------------ | ------------------ |
| 2011 | Tommy Hilding      | ???                | Tommy Hilding      |
| 2010 | Joakim Lennartsson | Joakim Lennartsson | Joakim Lennartsson |
| 2009 | Joakim Lennartsson | Johan Andersson    | Joakim Lennartsson |
| 2008 | Rolf Hallin        | Johan Andersson    | Rolf Hallin        |
| 2007 | Gustav Malmborg    | Rolf Hallin        | Samuel Beijer      |
| 2006 | ---                | Rolf Hallin        | ---                |
| 2005 | ---                | Gustav Malmborg    | ---                |
| 2004 | ---                | Lena Eklund        | ---                |

## Lag-SM
Vid Lag-SM man tävlar man i tremannalag.
| år   | Klass(Tävlingsform) | Lag                     | Namn                                       |
| ---- | ------------------- | ----------------------- | ------------------------------------------ |
| 2011 | Medeltid (3D)       | Gävle BK                | T. Hilding & S-G Wallner                   |
| 2011 | Medeltid (inomhus)  | Gävle BK                | C. Nilsson, T. Hilding & R. Eklund         |
| 2010 | Medeltid (3D)       | Gävle BK 2              | C. Nilsson, I. Bertäng & S-G. Wallner      |
| 2010 | Sporting (3D)       | Smålands AS             | G. Wetzler, B. Wetzler & D. Koril          |
| 2010 | Medeltid (inomhus)  | Gävle BK                | J. Lennartsson, S-G Wallner & C. Nilsson   |
| 2009 | Medeltid (utomhus)  | Gotlands AF             | R. Hallin, C. Hallin & L. Eklund           |
| 2009 | Medeltid (3D)       | Gävle BK                | J. Lennartsson, S-G. Wallner & T. Hilding  |
| 2009 | Sporting (inomhus)  | Gotlands AF             | G Malmborg, S. Bejer & O. Eklund           |
| 2009 | Medeltid(inomhus)   | Gävle BK                | J. Lennartsson, S-G. Wallner & T. Hilding  |
| 2008 | Medeltid(inomhus)   | Gotlands AF             | R. Hallin, L. Eklund & G Malmborg          |
| 2008 | Field(inomhus)      | Göteborg AK             | E. Szanto, M. Paulsson & M. Skottlund      |
| 2008 | Sporting(inomhus)   | Gotlands AF/Göteborg AK | B. Olofsson, G Malmborg & J. Jonasson      |
| 2007 | Sporting(3D)        | Swe 1                   | M. Bergman, T. Harrysson & B. Olofsson     |
| 2007 | Medeltid(3D)        | Gävle BK                | L. Andersson, J. Lennartsson, S-G. Wallner |

## Rankning av svenska skyttar
Svenska Armborstunionen gör varje år en rankning av de svenska skyttarna i Sverige. Rankningen påbörjades 2006. Denna uppräkning gäller vilka som vid slutet av året låg på de tre översta placeringarna i de olika klasserna.
| 2010 | Field           | Sporting        | Medeltid           | Historisk       |
| ---- | --------------- | --------------- | ------------------ | --------------- |
| 1:a  | Micky Skottlund | Günter Wetzler  | Rolf Hallin        | Torsten Almén   |
| 2:a  | Erik Szanto     | Dan Koril       | Joakim Lennartsson | Magnus Fjaestad |
| 3:a  | Mårten Paulsson | Gustav Malmborg | Christian Nilsson  | Leif Larsson    |

| 2009 | Field           | Sporting        | Medeltid           |
| ---- | --------------- | --------------- | ------------------ |
| 1:a  | Micky Skottlund | Gustav Malmborg | Rolf Hallin        |
| 2:a  | Erik Szanto     | Benny Olofsson  | Joakim Lennartsson |
| 3:a  | Mårten Paulsson | Mikael Bergman  | Johan Andersson    |

| 2008 | Field           | Sporting        | Medeltid        |
| ---- | --------------- | --------------- | --------------- |
| 1:a  | Micky Skottlund | Benny Olofsson  | Rolf Hallin     |
| 2:a  | Erik Szanto     | Mikael Bergman  | Gustav Malmborg |
| 3:a  | Mårten Paulsson | Gustav Malmborg | Lena Eklund     |

| 2007 | Field           | Sporting       | Medeltid         |
| ---- | --------------- | -------------- | ---------------- |
| 1:a  | Erik Szanto     | Benny Olofsson | Rolf Hallin      |
| 2:a  | Micky Skottlund | Mikael Bergman | Jocke Lennartson |
| 3:a  | Kent Ekholm     | Tom Harrysson  | Lena Eklund      |

| 2006 | Field           | Medeltid        |
| ---- | --------------- | --------------- |
| 1:a  | Micky Skottlund | Rolf Hallin     |
| 2:a  | Eric Szanto     | Börge Filmberg  |
| 3:a  | Mats Sjöström   | Gustav Malmborg |